# 月球16A號
月球16A號（又稱為 Cosmos 300、月球1969A）是蘇聯的月球探測器，它由質子K/D型運載火箭於1969年9月23日發射，因為上節火箭故障，未能到達月球軌道。

## 連結
- Zarya - Luna programme chronology （页面存档备份，存于）